# آرای‌اف پرستویک
نیروی هوایی سلطنتی پرستویک (به انگلیسی: Royal Air Force Prestwick) که به‌اختصار با نام آرای‌اف پرستیوک (به انگلیسی: RAF Prestwick) شناخته می‌شود، یک پایگاه نیروی هوایی سلطنتی سابق مستقر در مرکز کنترل ترافیک هوایی NATS، در مجاورت فرودگاه گلاسکو پرستویک در جنوب غربی اسکاتلند است. این پایگاه یک مرکز کنترل ترافیک هوایی اسکاتلند (نظامی) بود که خدمات کنترل ترافیک را به هواپیماهای نظامی ارائه می‌کرد.
این پایگاه در طول جنگ جهانی دوم برای پذیرش هواپیماهایی که از آمریکای شمالی از اقیانوس اطلس عبور می کردند تأسیس شد. این واحد نظامی در دسامبر ۲۰۱۳ با انتقال عملیات به واحد RAF در مرکز کنترل منطقه لندن در سوانویک، همپشایر بسته شد.